# Hannes Neubauer
Hannes Neubauer (* 1966 in Bamberg) ist ein deutscher Illustrator, Comiczeichner und -autor.

## Werdegang
Hannes Neubauer wuchs in Unterfranken auf und begann  während seiner Schulzeit erste Comic-Strips zu zeichnen. Er studierte an der Kunstschule Westend und an der Frankfurter Akademie für Kommunikation und Design. Seit 1994 ist er als freier Illustrator tätig. Er lebt und arbeitet in Frankfurt am Main.

## Illustrationen
Der Schwerpunkt seiner Arbeit liegt auf Illustrationen für Werbung, Zeitschriften, CD- und Hörbuchcover sowie Figurenentwicklung, Kinder- und Jugendbuchillustrationen.
Daneben widmet er sich  freien Arbeiten im Bereich Comic und Cartoon.

## Stil
Stilistisch sind seine Arbeiten von der franco-belgischen Ligne Claire sowie auch von New Wave, Funny und Semi-Funny inspiriert.

## Publikationen
- Gino (1985–1996), in diversen Comic Fanzines (Selbstverlag, Comicfan, Comicograph, Zebra)
- U-Comics präsentiert: Das letzte Experiment (Bd. 61), (1991), Alpha Verlag, ISBN 3-89311-202-2
- Portfolio: Alles Neu – 12 Serigraphien A3 (1995)
- Geschichten der L - Lola Bildgeschichten (1996) (mit anderen Autoren)
- Diverse Beiträge (1991–1993), U-Comics, Alpha Verlag
- Diverse Beiträge (seit 1997), Panel Ambixious Comics, Panel e. V.
- Das kleine Schwarze (2011), Edition Moderne, ISBN 978-3-03731-086-1
- PANEL tenaxious comix Nr. 1 (2018), PANEL e.V. - Verein zur Förderung der „Neunten Kunst“ (mit anderen Autoren), ISBN 978-3-935146-95-1
- PANEL SideKIX Edition (2022), KIX Verlag (mit anderen Autoren), ISBN 978-3-948452-90-2

## Auftragsarbeiten, Zeitschriften- und Buchillustrationen, CD-Cover
- Malibu Versand GmbH (Auftraggeber): Covergestaltungen Malibu Versand Katalog (1987 bis 2004)
- Günter Beckmann (Autor)/Hannes Neubauer (Illustrator): Gutes aus schlechten Zeiten (1990), M&B Verlag Darmstadt, ISBN 3-9802333-0-8
- Günter Beckmann (Autor)/Hannes Neubauer (Illustrator): Fussball-Regeln (1990), M&B Verlag Darmstadt, ISBN 3-9802333-6-7
- Prinz Frankfurt (Auftraggeber): diverse Illustrationen (1993–1995)
- Aero Lloyd (Auftraggeber): Floyd (1994 bis 2001)
- Telebörse (Auftraggeber): diverse Illustrationen (1996 bis 1999)
- Funke Medien Hamburg GmbH (Auftraggeber): Hörzu, diverse Illustrationen (1997 bis 1999)
- Migros (Auftraggeber):  Lilibiggs (2003 bis 2004) (als Lizenzzeichner)
- Heinrich Bauer Verlag (Auftraggeber):  Bravo (2001 bis 2008)
- Tchibo (Auftraggeber) CD-Cover für den Tchibo-Shop (seit 2009)
- Barmer GEK (Auftraggeber)/Mehr Zeit für Kinder e. V. (Hrsg.): So bin ich! (2010), ISBN 978-3-9811056-5-0
- Barmer GEK (Auftraggeber)/Mehr Zeit für Kinder e. V. (Hrsg.): Familienkalender (2009–2014)
- Yasmine Limberger: IT Survival Guide (2010), Entwickler Press, ISBN 978-3-86802-050-2
- Karussell Hörbuch (Auftraggeber)/Naumann, Kati (Autorin): Die kleine Schnecke Monika Häuschen – CD Cover (seit 2008)
- Dirk Rossmann GmbH (Auftraggeber): Kundenmagazin Centaur, diverse Illustrationen (seit 2008)
- Funke Medien Hamburg GmbH (Auftraggeber): Hamburger Abendblatt, Editorial Illustrationen für Zeitungsbeilage Himmel und Elbe, Rubrik: Familienzeit (seit 2016)
- Universal Music Group (Auftraggeber): CD-Cover für Fetenhits (seit 2012)
- Universal Music Group (Auftraggeber): CD-Cover für Après Ski Hits (seit 2017)
- Universal Music Group (Auftraggeber): CD-Cover für Ballermann Hits (seit 2017)
- Union-Kulturzentrum (Auftraggeber): Kinder- und Jugendmagazin TUT: Schweizer-Mini-Kalender 2025 (2025)
- Hochtaunuskreis, Amt für den Ländlichen Raum (Auftraggeber): Kids Knigge / Wie mach ich's richtig zwischen Feldern und Wiesen? (2024)
- Allgäuer Zeitungsverlag GmbH (Auftraggeber): Editorial Illustrationen für Zeitungsbeilage der Allgäuer Zeitung: Koch Erlebnis im Allgäu / Grill Stories (2024)